# Aryan Tari
Aryan Tari (persisch آریـن طاری / Āryan Ṭārī; * 4. Juni 1999 in Stavanger) ist ein norwegischer Schach-Großmeister. 2015 gewann er die Norwegische Schachmeisterschaft, 2017 die Juniorenweltmeisterschaft.

## Karriere
Tari, dessen Eltern aus dem Iran stammen, war bereits im Junioren-Bereich erfolgreich. Bei einer U12-Weltmeisterschaft belegte er Platz 5. Im Alter von 13 Jahren erzielte er durch sein starkes Auftreten bei der Open Norwegian Championship 2013 seine erste GM-Norm und gewann die norwegische U20-Meisterschaft. Damit war er der jüngste U20-Meister in der norwegischen Schachgeschichte. Im Jahr 2013 erreichte er die Titel FIDE-Meister und Internationaler Meister. 2015 gewann er die Norwegische Schachmeisterschaft mit 7/9 Punkten und war damit nach Magnus Carlsen und Simen Agdestein der drittjüngste Sieger des Turniers.
Durch diese frühen Erfolge wurde Aryan Tari von vielen als Nachfolger des norwegischen Schachweltmeisters Magnus Carlsen gesehen. Tari spielte in den folgenden Jahren bei bedeutenden Turnieren mit. Im Mai 2016 gelang ihm mit 7,5/11 Punkten der 22. Platz bei der Einzel-Europameisterschaft. Diese Platzierung berechtigte ihn zur Teilnahme am Schach-Weltpokal 2017, der vom 3.–27. September 2017 in Tiflis stattfand. Das Turnier wurde im K.-o.-Modus ausgetragen. In der ersten Runde setzte sich Tari gegen den englischen Großmeister David Howell überraschend durch, dann unterlag er dem amerikanischen GM Alex Lenderman. Im Juli 2019 wurde Tari in Larvik zum zweiten Mal norwegischer Meister. Beim Norway Chess 2025 war er Sekundant von Fabiano Caruana.

## Nationalmannschaft
Mit Norwegen nahm Tari an den Schacholympiaden 2014 (in der zweiten Mannschaft), 2016 und 2018, den Mannschaftseuropameisterschaften 2013, 2015, 2017 und 2019 und der Mannschaftsweltmeisterschaft 2017 teil.

## Vereine
In der norwegischen Eliteserien spielte Tari von 2008 bis 2012 für den Asker Schakklubb, mit dem er auch 2011 am European Club Cup teilnahm, in der Saison 2012/13 für den Kristiansund SK und seit 2013 für den Vålerenga Sjakklubb, mit der er 2016, 2017, 2018 und 2019 norwegischer Mannschaftsmeister wurde sowie 2015, 2016, 2017 und 2018 am European Club Cup teilnahm.
In der britischen Four Nations Chess League spielte er von 2013 bis 2015 für die erste und zweite Mannschaft der Wood Green Hilsmark Kingfisher, seit 2018 spielt Tari für Manx Liberty. In der deutschen Bundesliga spielte er von 2014 bis 2016 für den SC Hansa Dortmund und seit 2018 für die Schachgesellschaft Solingen. Die dänische Skakligaen gewann Tari 2019 und 2020 mit dem Team Xtracon Køge, in der belgischen Interclubs spielte er in der Saison 2019/20 für die Schachfreunde Wirtzfeld.